# Reanne Evans
Pour les articles homonymes, voir Evans.
Reanne Evans est une joueuse de snooker anglaise née le 25 octobre 1985 à Dudley, dans les Midlands de l'Ouest.

## Carrière
Evans est douze fois championne du monde de snooker féminin, et deux fois championne du monde par équipes en mixte (en 2008 avec Neil Robertson et en 2009 avec Michael Holt). Elle est, en 2010, la première femme à devenir joueuse professionnelle de snooker, mais termine la saison 2010-2011 à la dernière place du classement mondial, éliminée au premier tour de chaque tournoi majeur.
Elle échoue à se qualifier de nouveau pour le circuit professionnel pour les saisons 2011-2012 et 2012-2013. Pour la saison 2013-2014, elle ne se qualifie pas directement mais son classement dans les épreuves qualificatives (Q School) lui permet d'intégrer les qualifications de certains tournois majeurs. Au Classique de Wuxi 2013, elle enregistre sa première victoire sur le circuit professionnel contre le joueur thaïlandais Thepchaiya Un-Nooh.
Aux qualifications pour le championnat du monde 2017, Reanne Evans accède à un meilleur résultat sur le circuit professionnel en dominant le Finlandais Robin Hull sur le score de 10-8. Reanne a déclaré que cette victoire est la meilleure de sa carrière face à un adversaire qu'elle qualifie d'« incroyable ». 

## Palmarès sur le circuit féminin
| Légende | Catégorie                      | Titres                         | Finales                        |
|         | Tournois classés               | 53                             | 12                             |
|         | Tournois non classés           | 11                             | 2                              |
|         | Tournois alternatifs           | 4                              | 0                              |
|         | Tournois en équipes            | 5                              | 1                              |
|         | Tournois amateurs              | 5                              | 1                              |
| Gras    | Tournois de la triple couronne | Tournois de la triple couronne | Tournois de la triple couronne |

### Titres
| Année     | Nom du tournoi                                                    | Lieu            | Finaliste                   | Score |
| 2004      | Trophée Connie Gough                                              | Luton           | Emma Bonney                 | 4-2   |
| 2004      | Open de Grande-Bretagne                                           |                 | Katie Henrick               | 4-0   |
| 2004      | Championnat du monde amateur                                      | Veldhoven       | Wendy Jans                  | 5-1   |
| 2005      | Championnat du monde                                              | Cambridge       | Lynette Horsburgh           | 6-4   |
| 2005      | Championnat du Royaume-Uni                                        | Walsall         | Maria Catalano              | 4-0   |
| 2006      | Championnat du monde (2)                                          | Cambridge       | Emma Bonney                 | 5-3   |
| 2006      | Championnat du Royaume-Uni (2)                                    | Chesterfield    | June Banks                  | 4-2   |
| 2006      | Championnat d'Est-Anglie                                          | Cambridge       | June Banks                  | 4-3   |
| 2006      | Open de Grande-Bretagne (2)                                       | Derby           | June Banks                  | 4-2   |
| 2006      | Championnat du monde par équipes mixtes (avec Mark Allen)         |                 | Matthew Couch Sonia Chapman | 3-0   |
| 2007      | Classique de la côte sud                                          | Brighton        | Maria Catalano              | 4-2   |
| 2007      | Championnat du monde (3)                                          | Cambridge       | Katie Henrick               | 5-3   |
| 2007      | Masters                                                           | Chesterfield    | Emma Bonney                 | 4-2   |
| 2007      | Championnat du Royaume-Uni (3)                                    | Chesterfield    | Maria Catalano              | 3-1   |
| 2007      | Championnat du monde amateur (2)                                  | Korat           | Wendy Jans                  | 5-0   |
| 2007      | Championnat d'Europe amateur                                      | Carlow          | Wendy Jans                  | 5-2   |
| 2008      | Championnat du monde (4)                                          | Cambridge       | June Banks                  | 5-2   |
| 2008      | Masters (2)                                                       | Chesterfield    | Katie Henrick               | 3-2   |
| 2008      | Championnat du Royaume-Uni (4)                                    | Chesterfield    | Katie Henrick               | 3-1   |
| 2008      | Championnat d'Est-Anglie (2)                                      | Cambridge       | Mariao Catalano             | 3-0   |
| 2008      | Championnat du monde amateur (3)                                  | Wels            | Wendy Jans                  | 5-3   |
| 2008      | Championnat d'Europe amateur (2)                                  | Lublin          | Emma Bonney                 | 5-3   |
| 2008      | Championnat du monde par équipes mixtes (2) (avec Neil Robertson) |                 | Joe Perry Leah Willett      | 3-1   |
| 2009      | Classique de la côte sud (2)                                      | Eastbourne      | Maria Catalano              | 3-0   |
| 2009      | Trophée Connie Gough (2)                                          | Luton           | Katie Henrick               | 3-1   |
| 2009      | Championnat du monde (5)                                          | Cambridge       | Maria Catalano              | 5-2   |
| 2009      | Masters (3)                                                       | Chesterfield    | Maria Catalano              | 3-0   |
| 2009      | Championnat du Royaume-Uni (5)                                    | Chesterfield    | Maria Catalano              | 3-0   |
| 2009      | Championnat d'Est-Anglie (3)                                      | Cambridge       | Emma Bonney                 | 3-0   |
| 2009      | Open de Grande-Bretagne (3)                                       | Newmarket       | Katie Henrick               | 3-1   |
| 2009      | Championnat du monde par équipes mixtes (3) (avec Michael Holt)   |                 | Joe Perry Leah Willett      | 3-2   |
| 2010      | Classique de la côte sud (3)                                      | Eastbourne      | Maria Catalano              | 3-1   |
| 2010      | Trophée Connie Gough (3)                                          | Birmingham      | Maria Catalano              | 3-1   |
| 2010      | Championnat du monde (6)                                          | Cambridge       | Maria Catalano              | 5-1   |
| 2010      | Masters (4)                                                       | Chesterfield    | Maria Catalano              | 3-1   |
| 2010      | Championnat du Royaume-Uni (6)                                    | Chesterfield    | Maria Catalano              | 3-0   |
| 2010      | Championnat d'Est-Anglie (4)                                      | Cambridge       | Maria Catalano              | 3-0   |
| 2010      | Open de Grande-Bretagne (4)                                       | Bury St Edmunds | Emma Bonney                 | 3-1   |
| 2011      | Classique du sud                                                  | Swindon         | Maria Catalano              | 3-0   |
| 2011      | Trophée Connie Gough (4)                                          | Fareham         | Emma Bonney                 | 3-0   |
| 2011      | Championnat du monde (7)                                          | Bury St Edmunds | Emma Bonney                 | 5-1   |
| 2011      | Championnat du Royaume-Uni (7)                                    | Woking          | Emma Bonney                 | 3-2   |
| 2012      | Championnat du monde (8)                                          | Cambridge       | Maria Catalano              | 5-3   |
| 2013      | Championnat du monde (9)                                          | Cambridge       | Maria Catalano              | 6-3   |
| 2013      | Open de Grande-Bretagne (5)                                       | Whitley Bay     | Hannah Jones                | 4-1   |
| 2013      | Masters (5)                                                       | Cambridge       | Maria Catalano              | 5-0   |
| 2014      | Trophée Connie Gough (5)                                          | Dunstable       | Maria Catalano              | 4-0   |
| 2014      | Championnat du monde (10)                                         | Leeds           | Ng On-yee                   | 6-0   |
| 2014      | Classique de snooker                                              | Derby           | Maria Catalano              | 5-3   |
| 2015      | Masters (6)                                                       | Newbury         | Ng On-yee                   | 5-1   |
| 2015      | Trophée Connie Gough (6)                                          | Dunstable       | Jasmine Bolsover            | 4-1   |
| 2015      | Masters (7)                                                       | Cambridge       | Laura Evans                 | 5-0   |
| 2015      | Championnat du monde par équipes mixtes (4) (avec Michael Holt)   |                 | Hammad Miah Maria Catalano  | 4-1   |
| 2016      | Trophée Connie Gough (7)                                          | Dunstable       | Maria Catalano              | 4-0   |
| 2016      | Classique de snooker (2)                                          | Chesterfield    | Ng On-yee                   | 5-1   |
| 2016      | Championnat du monde (11)                                         | Leeds           | Ng On-yee                   | 6-4   |
| 2016      | Championnat du Royaume-Uni (8)                                    | Leeds           | Tatjana Vasiljeva           | 5-1   |
| 2017      | Masters (8)                                                       | Derby           | So Man Yan                  | 4-0   |
| 2017      | Classique Paul Hunter                                             | Nuremberg       | Ng On-yee                   | 4-1   |
| 2018      | Open de Grande-Bretagne (6)                                       | Stourbridge     | Mink Nutcharut              | 4-0   |
| 2018      | Championnat du monde à 10 billes rouges                           | Leeds           | Ng On-yee                   | 4-1   |
| 2018      | Championnat du monde à 6 billes rouges                            | Leeds           | Ng On-yee                   | 4-3   |
| 2018      | Masters d'Europe                                                  | Neerpelt        | Mink Nutcharut              | 4-1   |
| 2018      | Masters (9)                                                       | Gloucester      | Rebecca Kenna               | 4-0   |
| 2019      | Open de Belgique                                                  | Bruges          | Ng On-yee                   | 4-1   |
| 2019      | Championnat du monde à 10 billes rouges (2)                       | Leeds           | Ng On-yee                   | 4-3   |
| 2019      | Championnat du monde à 6 billes rouges (2)                        | Leeds           | Mink Nutcharut              | 4-1   |
| 2019      | Championnat du monde (12)                                         | Bangkok         | Mink Nutcharut              | 6-3   |
| 2019      | Championnat du circuit                                            | Sheffield       | Ng On-yee                   | 1-0   |
| 2019      | Championnat du Royaume-Uni (9)                                    | Leeds           | Maria Catalano              | 4-2   |
| 2019      | Masters (10)                                                      | Coulsdon        | Ng On-yee                   | 4-2   |
| 2021      | Championnat du Royaume-Uni (10)                                   | Leeds           | Rebecca Kenna               | 4-0   |
| 2022      | Championnat du Royaume-Uni (11)                                   | Leeds           | Ng On-yee                   | 4-3   |
| 2022      | Open d'Écosse                                                     | Glasgow         | Mink Nutcharut              | 4-2   |
| 2023      | Championnat du Royaume-Uni (12)                                   | Leeds           | Bai Yulu                    | 4-1   |
| 2023-2024 | Championnat du monde par équipes mixtes (5) (avec Luca Brecel)    | Manchester      | Mark Selby Rebecca Kenna    | 4-2   |
| 2024      | Masters (11)                                                      | Coulsdon        | Mink Nutcharut              | 4-3   |
| 2025      | Open de Belgique (2)                                              | Bruges          | Mink Nutcharut              | 4-3   |

### Finales perdues
| Année | Nom du tournoi                      | Lieu        | Vainqueur                                  | Score |
| 2004  | Championnat d'Europe amateur        | Völkermarkt | Wendy Jans                                 | 3-5   |
| 2004  | Championnat du Royaume-Uni          | Leeds       | Lynette Horsburgh                          | 3-4   |
| 2005  | Open de Grande-Bretagne             | Snodland    | June Banks                                 | 0-4   |
| 2005  | Championnat d'Est-Anglie            | Cambridge   | June Banks                                 | 3-4   |
| 2006  | Trophée Connie Gough                | Luton       | Maria Catalano                             | 3-4   |
| 2008  | Trophée Connie Gough (2)            | Luton       | Maria Catalano                             | 2-3   |
| 2015  | Championnat du Royaume-Uni (2)      | Leeds       | Ng On-yee                                  | 1-5   |
| 2016  | Classique Paul Hunter               | Nuremberg   | Ng On-yee                                  | 1-4   |
| 2017  | Championnat du Royaume-Uni (3)      | Leeds       | Ng On-yee                                  | 1-4   |
| 2017  | Masters                             | Gloucester  | Ng On-yee                                  | 3-4   |
| 2020  | Open de Belgique                    | Bruges      | Ng On-yee                                  | 2-4   |
| 2021  | Masters (2)                         | Coulsdon    | Ng On-yee                                  | 3-4   |
| 2022  | Open de Grande-Bretagne (2)         | Leicester   | Mink Nutcharut                             | 3-4   |
| 2023  | Coupe du monde (avec Rebecca Kenna) | Bangkok     | Inde (Amee Kamani et Anupama Ramachandran) | 3-4   |
| 2023  | Open de Grande-Bretagne (3)         | Walsall     | Bai Yulu                                   | 3-4   |
| 2024  | Championnat du Royaume-Uni (4)      | Leeds       | Bai Yulu                                   | 0-4   |